# Sua Majestade Imperial e Real

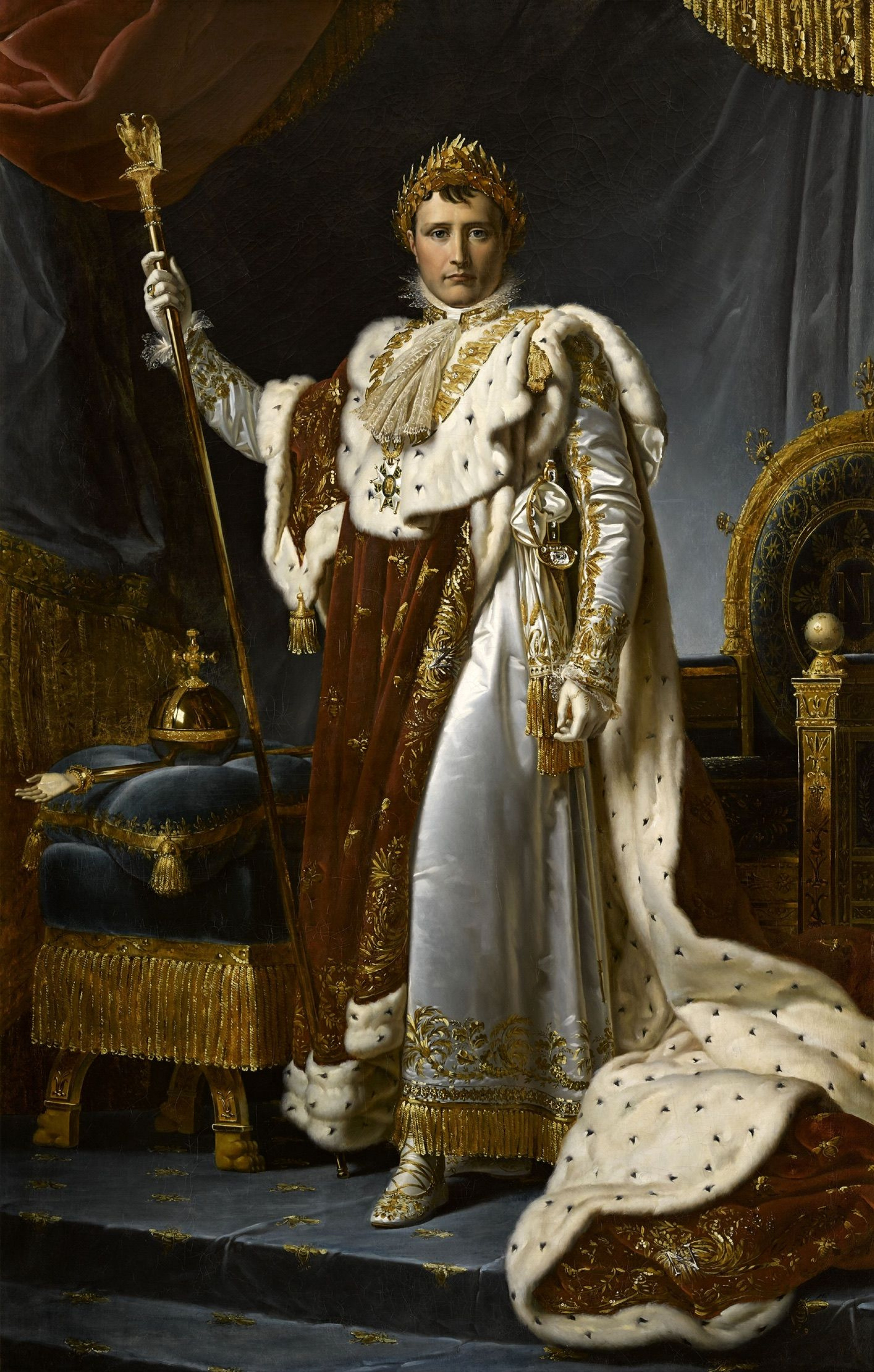
Napoleão em vestes de coroação (François Gerard).

Sua Majestade Imperial e Real (abreviado como S.M.I.&.R.) foi um tratamento duplo usado por imperadores que eram simultaneamente reis. O tratamento de Majestade Imperial e Real é a mais elevada forma de tratamento dada a um aristocrata, por deter os dois maiores títulos nobiliárquicos existentes.

## Uso na Europa
O estilo foi usado pelo imperador da Áustria, que também foi rei da Hungria e da Boêmia. Também foi usado pelos soberanos do Império Alemão, que também eram o reis da Prússia. As monarquias da Alemanha, da Áustria e da Boêmia foram abolidas em 1918, enquanto o trono vago da Hungria continuou a existir até 1940. Napoleão Bonaparte recebeu o tratamento Sua Majestade Imperial e Real entre 1805 e 1814 como imperador dos Franceses e como auto-nomeado rei da Itália..